# Raport z Belmont
Raport z Belmont – Raport Państwowej Komisji dla Ochrony Ludzkich Uczestników Badań Biomedycznych i Behawioralnych, powołanej w lipcu 1974 roku przez Kongres Stanów Zjednoczonych. Komisja została powołana pod wpływem ujawnienia szokujących informacji na temat prowadzenia badań na ludziach przez amerykańskich lekarzy, m.in. badania w Tuskegee nad nieleczonym syfilisem.
Raport zatytułowany „Ethical Principles and Guidelines for the Protection of Human Subjects of Research” (zwany też krótko Raportem z Belmontu, biorący swoją nazwę od ośrodka Belmont Conference Center, w którym go zredagowano) nakreśla 3 podstawowe zasady etyki badań klinicznych: szacunek dla pacjentów, dobroczynność i sprawiedliwość. Raport zawiera również praktyczne postulaty, takie jak: świadoma, dobrowolnie udzielona i zrozumiała dla pacjenta zgoda na udział w badaniu, wyważenie właściwych z punktu widzenia jednostki (pacjenta) proporcji pomiędzy korzyściami wynikającymi z uczestnictwa w badaniu a ryzykiem z nim związanym, a także sprawiedliwy dobór grup pacjentów.